# Francisco de Ajofrín
Francisco de Ajofrín, nacido Bonifacio Castellano Lara (Ajofrín, provincia de Toledo, 20 de mayo de 1719 - Madrid, 16 de enero de 1789), religioso capuchino, misionero, historiador, biógrafo y escritor español; utilizó, por modestia y precaución, para publicar sus obras, los anagramas de Fernando Ricco Fijas, Ricardo de Anffescinio y Fraderico Fonsancii.

## Biografías
Tomó el hábito capuchino en el Convento de Salamanca el 24 de noviembre de 1740 y estudió Filosofía y Teología. Fue vicario del convento de Segovia en 1753 y lector (profesor dentro de una orden religiosa) de teología (no filosofía) en el convento de El Pardo (Madrid) en 1758. En Madrid estuvo hasta 1763; defendió la obra del jesuita José Francisco Isla, sátira contra los pedantes oradores sacros barrocos, que todavía seguían ese estilo, Historia del famoso predicador Fray Gerundio de Campazas; lo hizo en una carta dirigida al inquisidor general Manuel Quintano y Bonifaz fechada en 4 de abril de 1758. Su general, Pablo de Colindres, lo envió a Nueva España el 9 de julio de 1763 con una comisión de la Sagrada Congregación de Propaganda Fide. Se embarcó en Cádiz rumbo a Veracruz para recabar limosnas en pro de la Misión capuchina del Tíbet, sufriendo mucho en el mar, como en todos los demás viajes por agua que realizó, porque no era lo suyo soportar tan terribles mareos, y no en vano escribió cuando ya se volvía a España:
Vuélvome a mis trece, que no quiero el mar para vivir en él, pues todo él es amargura: mare ab amaritudine dicitur. Doy mil gracias a Dios de pisar tierra firme y vengan trabajos...
En México estuvo hasta 1766, y relató en su Diario la vida cotidiana en la colonia en todo el espectro social; comenzó a escribir este diario, sin pretensiones literarias, en 1763; estuvo a punto de irse, como escribió, "a registrar las Californias" en busca de limosna para el Tíbet cuando fue llamado de vuelta; en junio de 1767 se hallaba en La Habana. Regresó a Madrid y allí, en el capítulo de 1768, fue elegido Cronista de la provincia de Castilla, cargo en el que fue reiterado hasta su muerte en el convento de San Antonio del Prado, del que fue Guardíán, Superior y Archivero y cuya biblioteca catalogó, en 1789.

## Obras (incompleto)
- Vida, virtudes y milagros del Beato Lorenzo de Brindis, General que fue de los Capuchinos, fundador de esta santa provincia de Castilla y embajador dos veces a nuestro católico monarca Felipe tercero. Madrid: Joaquín Ibarra, 1784. Es su obra más seriamente documentada y tuvo una editio minor resumida, Compendio de la vida del Beato Lorenzo de Brindis..., de la misma cuna y año que la anterior. Tras ser canonizado hubo segunda edición ampliada de la obra grande por capuchinos exclaustrados catalanes en Barcelona, 1881; y en Madrid, 1904.
- Admirable y pasmosa vida del capuchino escocés, llamado en el siglo Jorge Lesleo y en la religión Arcángel de Escocia... Madrid: Antonio Fernández, 1787. Se conserva el manuscrito, muy corregido y enmendado.
- Tratado teológico-místico-moral en que se explica, según los principios más sólidos, la bula "Pastoralis curae" de la santidad de Benedicto XIV sobre el confesor extraordinario de las monjas, Madrid: Imprenta de Pedro Marín, 1789, obra póstuma y no poco polémica.
- El ayuno natural: disposición preparativa para la sagrada comunión combatido por el P. Fr. Francisco de Ajofrin, religioso Capuchino; nuevamente sostenido por el Dr. D. Manuel Custodio... de la Universidad de Sevilla, Sevilla: por Don Josef Padrino y Solis, 1790.
- Espejo de paciencia y resignacion: Vida, virtudes, y milagros de S. Serafín de Montegranario, ú de Asculi, religioso lego capuchino, canonizado por nuestro santo padre Clemente XII. Madrid: Joaquín Ibarra, 1779.
- Historia sacro-profana de la ilustre villa de Ajofrín, y aparición de su milagrosa imagen de Nuestra Señora de Gracia, venerada a siete leguas de la dicha villa, en el convento de reverendos padres agustinos calzados del lugar de San Pablo de los Montes de Toledo..., manuscrito presentado al Consejo de Castilla por su autor en 1774, al parecer no llegó a publicarse, según el Diccionario bibliográfico-histórico de Muñoz y Romero.[2]
- Carta familiar de un sacerdote, respuesta a un colegial amigo suyo: en que le dà cuenta de la admirable conquista espiritual del vasto imperio del gran Thibèt, y la mission que los padres Capuchinos tienen allí, con sus singulares progressos hasta el presente. Dase también una noticia succinta de la fundación de esta Penitente Seraphica Familia; de los santos que la ilustran, Cardenales, Arzobispos; de su observancia, y austeridad, missiones que tiene en todo orbe, provincias, conventos, y religiosos en que se halla propagada, con orras noticias historico-eclesiasticas, México, imprenta de la Biblioteca Mexicana, 1765.
- Diario del viaje que por orden de la Sagrada Congregación de Propaganda Fide hice a la América septentrional en compañía de Fray Fermín de Olite, religioso lego de mi provincia de Castilla y [otros seis hermanos]. Hay ediciones modernas (Madrid: Real Academia de la Historia, 1958 vol. I y 1959 el II, preparada por el capuchino Buenaventura de Carrocera y Vicente Castañeda y Alcover) y otra con el título Diario del viaje que hizo a la América en el siglo XVIII el p. Fray Francisco de Ajofrín, México: Instituto Cultural Hispano Mexicano, 1964, 2 vols.
- Diario del viaje que hicimos a México Fray Francisco de Ajofrín y fray Fermín de Olite, capuchinos, manuscrito en la Biblioteca Nacional de Madrid. Hay edición moderna por Genaro Estrada: México: antigua librería Robredo, de J. Porrúa e hijos, 1936.
- Viaje a Villafranca del Bierzo para identificar los restos mortales de San Lorenzo de Brindisi, general de la Orden Capuchina.
- Diario del viaje a la Nueva España. Hay edición moderna: México: Secretaría de Educación Pública, 1936.
- Medicinas en las Indias, manuscrito.
- Índice de los sermones de Cristo y de su Madre, de Santos, de Adviento, Quaresma, y otras festividades, con los autores que han escrito de esta materia, manuscrito.
- Análysis de la obra impresa con el título Antídoto para solicitantes, manuscrito.
- [Oración en lengua española y versos latinos] A la milagrosísima imagen de Nuestra Señora de Nieva, venerada en la villa de su título, Obispado de Segovia en España, manuscrito.
- Disertación crítico-apologética, a favor de los privilegios de la bula de la Santa Cruzada. Respuesta a la disertación histórico-canónico-moral que sobre el uso de los oratorios domésticos se imprimió en Madrid el año de 1772. La escribió en obsequio de la verdad don Fernando Ricco Fijas, presbítero Madrid: Imprenta de Saturnino de Ancos, 1857.